# Нідом
Нідом (пол. Nidom, нім. Niederau) — село в Польщі, у гміні Чернеєво Гнезненського повіту Великопольського воєводства.
Населення — 151 особа (2011).
У 1975-1998 роках село належало до Познанського воєводства.

## Демографія
Демографічна структура станом на 31 березня 2011 року:
|          | Загалом | Допрацездатний вік | Працездатний вік | Постпрацездатний вік |
| -------- | ------- | ------------------ | ---------------- | -------------------- |
| Чоловіки | 80      | 23                 | 47               | 10                   |
| Жінки    | 71      | 17                 | 39               | 15                   |
| Разом    | 151     | 40                 | 86               | 25                   |